# Інтерферони

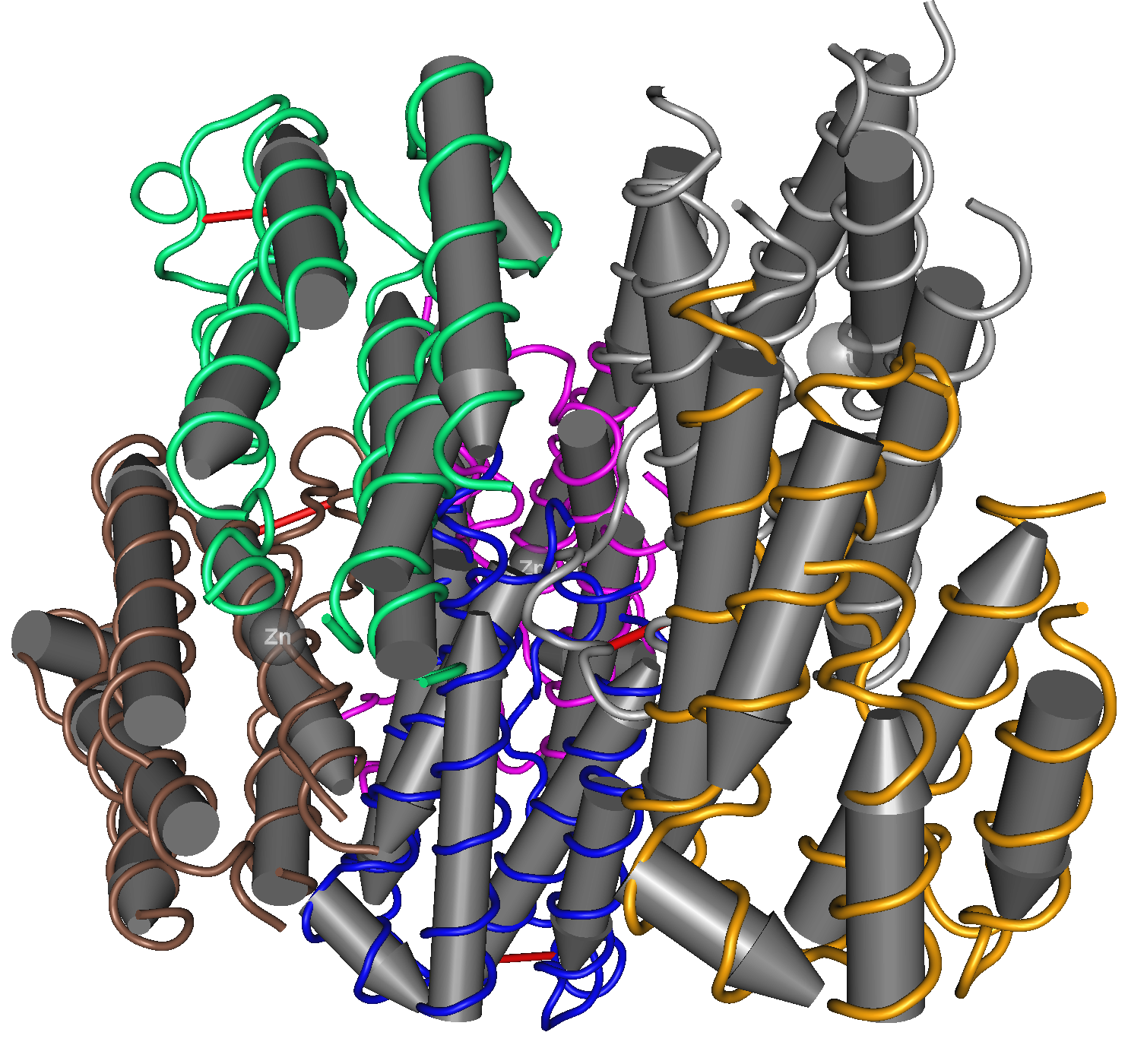
Молекулярна структура людського інтерферону-альфа

Інтерферо́ни (лат. interferona, лат. inter — між + ferens — переносник) (IFN/ІФН) — клас низькомолекулярних глікопротеїнів, що виділяються клітинами організмів більшості хребетних тварин у відповідь на вторгнення чужорідних агентів, таких як віруси, деякі інші паразити та ракові білки. Завдяки інтерферонам клітини стають несприйнятливими по відношенню до цих агентів. Інтерферони володіють противірусною, антибластомною, протипухлинною, імуностимулюючою та ін. видами активності. Механізм дії інтерферонів полягає у викликанні каскаду реакцій, що приводять до руйнування дволанцюжкових РНК та деяких інших молекул.
ІФН-α і ІФН-β мають противірусну дію, а ІФН-γ — протипухлинну, імуномодулювальну, радіопротекторну, цитостатичну.
Інтерферони належать до великого класу білків, відомих як цитокіни — молекули, які використовуються для зв'язку між клітинами, щоб викликати захисну функцію імунної системи, які допомагають подолати патогени.
Понад двадцять різних генів ІФН і білки були ідентифіковані у тварин, включаючи людину. Вони, як правило, діляться на три класи: ІФН I типу, ІФН типу II і III типу ІФН. Інтерферони, що належать до всіх трьох класів мають важливе значення для боротьби з вірусними інфекціями і для регуляції імунної системи.

## Загальна характеристика
Інтерферони продукують: лейкоцити, фібробласти і лімфоцити під впливом інтерфероногенів. У природі схожа властивість спостерігається у вірусів та в деяких видів бактерій. Актиноміцети, рикетсії, хламідії, мікоплазми, найпростіші, нуклеїнові кислоти, ліпополісахариди бактерій, полісахариди грибів та природні поліфеноли також володіють здатністю до синтезу ІФН. Штучно інтерферон продукують поліфосфати, полікарбоксилати, пропандіамін, основні барвники. Інтерферони виробляються і накопичуються клітинами крові і епітеліальними клітинами слизових оболонок. Індуктори інтерферонів, і самі ж інтерферони допомагають організму подолати вірус.
Віруси, проникнувши в клітину, не завжди, та не відразу викликають захворювання та загибель цієї клітини. Якщо ослаблений або вірулентний вірус попадає в стійку до вірусу клітину, тоді в ній виробляється інтерферон. Але ця антивірусна речовина виробляється не тільки макрофагами, а й лейкоцитами без присутності вірусів.
Відомо, що інтерферонів багато. Інтерферони являють собою родину простих білків і глікопротеїнів, із малою молекулярною масою (приблизно від 15 до 27 кДа). Інтерферони продукуються імунними клітинами тоді, коли в організм потрапляє збудник, але можуть утворюватися на штучні та природні чинники. Інтерферони входять до чисельної групи «цитокінів» (медіатори імунітету). Інтерферони мають понад 300 біологічних ефектів, ось деякі з них: радіопротектний ефект; протипухлинний ефект; антитоксична дія; стимулюють або пригнічують синтез антитіл; антипроліферативна активність; посилення фагоцитозу і посилення експресії комплексу гістосумісності; стимулюють продукцію факторів та молекул адгезії; пригнічення розмноження хламідій, рикетсій, найпростіших, бактерій тощо.
Препарати, які містять в назві «-ферон», не завжди містять інтерферони. Наприклад, ергоферон, анаферон та інші являются гомеопатичними засобами і не є ліками.

## Історія
Інтерферон був відкритий в 1957 році в лондонському Національному інституті медичних досліджень, англійським ученим Аліком Айзексом та швейцарцем Жаном Лінденманном, які проводили дослідження механізмів вірусної інтерференції.
Для вивчення механізму вірусної інтерференції вчені зробили експеримент: вони взяли шматки хоріоалантоїсної оболонки [Архівовано 5 січня 2017 у Wayback Machine.] (ХАО) курячого ембріона, помістили його у пробірку із живильним середовищем і вводили туди неактивований вірус грипу А. Вірус і клітини ХАО розводили у інкубаторі при температурі 37 °С впродовж ночі, далі ці клітини видаляли, а живильне середовище переміщали у іншу пробірку з новими клітинами ХАО, знову виводили впродовж ночі та інфікували живим вірусом грипу А. Контроль за розмноженням вірусу грипу здійснювали за допомогою реакції гемаглютинації.
Після цього досліду, з'явилася думка, що це не вірусні частини спричинюють інтерференцію вірусів, це робить невідомий інгібітор. Цей невідомий інгібітор вчені назвали — «інтерферон». Про відкриття інтерферону, вчені надрукували в Королівському товаристві у 1957 році.
В 1967 році англійський вчений М. Хіллерман довів властивість РНК синтезувати цей противірусний білок. Тепер інтерферони виділено в чистому вигляді і готують їх промислово.

## Типи інтерферонів
За типом інтерферонових рецепторів, через які вони передають свої сигнали, їх було поділено на три типи:
- Інтерферон І типу (ІФН І): ІФНи I типу, присутні в організмі людини, як ІФН-α (ймовірно, більше, ніж 26 субтипів[9]), ІФН-β (5 підтипів), ІФН-ε, ІФН-κ і ІФН-ω. Продукцію ІФН-α забезпечує інтерлейкін-10. Всі типи цього інтерферону можуть зв'язуватися із специфічними рецепторомами вірусної клітинної мембрани. ІФН типу І — продукується плазмоцитами, які складають 0,2 % — 0.8 % мононуклеарних клітин периферичної крові у людей і мишей[10]. ІФН I типу утворюється тоді, коли організм розпізнає, що в нього потрапив вірус. Вони продукуються моноцитами і фібробластами. Окремі підтипи можуть бути отримані шляхом експресії генів людини до яких має відношення до того чи іншого збудника. Коли ІФН І потрапляє до збудника, він активує молекули, які запобігають збудникові утворювати і подвоювати його РНК і ДНК.

ІФН-α (лейкоцитарний) включає кілька видів білків з молекулярною масою 16–21 кДа. Людський ІФН-β (фібробластний) являє собою приблизно 30 % хімічної гомології з ІФН-α. Молекулярна маса ІФН-β 18 — 20 кДа, а молекулярна маса ІФН-γ становить 15–45 кДа.
ІФН-α може бути використаний для лікування гепатиту В і C, в той час як ІФН-β може бути використаний для лікування розсіяного склерозу.
- Інтерферон ІІ типу (ІФН ІІ): До ІФН ІІ типу входить лише інтерферон гамма (ІФН-γ), або «імунний» ІФН. ІФН-γ активується інтерлейкіном-12[14]. Окрім того, ІФН II синтезується клітина Т-хелперами. Вони блокують проліферацію Т-хелперів другого типу. В результаті діяльності Тh2 і подальшої індукції Тh1, сповільнюється імунна реакція, що призводить до розвитку різних хвороб, наприклад розсіяний склероз[15]. ІФН ІІ зв'язується з ІФН-γ рецептором (ІФНГР), який складається з рецептора інтерферону гамма типу 1 (ІФНГР1) і рецептора інтерферону гамма типу 2 (ІФНГР2). Вони мають дещо інший рецептор, аніж ІФН І[13].
- Інтерферон ІІІ типу (ІФН ІІІ): До цього типу ІФНів належить три види цитокінів: ІФН-λ1, ІФН-λ2, ІФН-λ3, більш відомі як інтерлейкіни: 28А (IL-28A), 28В –(IL-28A/B) та 29 (IL-29). ІФН-λ є набагато вагомішим, ніж ІФН-α чи -β, оскільки він більш дієвий при ротавірусних інфекціях. Рецептори ІФН-λ, переважно виражені на епітеліальних клітинах. Епітеліальні клітини є важливим виробником ІФН-λ. Таким чином, ІФН-λ, в першу чергу діє, як захист слизових оболонок організму, таких як легені, шкіра або шлунково-кишковий тракт[16].

Рекомбінантні ІФН-β і -γ були отримані шляхом застосування методів клонування і експресії генів в E. coli. Ці білки не глікозилюються, і розрізняються по своїй фармакокінетичній поведінці від природних людських білків.
Експресія ІФН I і ІФН III можуть бути викликані практично у всіх типах клітин, після виявленням неї вірусних компонентів, таких як нуклеїнові кислоти, цитоплазматичних та ендосомальних рецепторів, в той час як ІФН II активується цитокінами, такими як IL-12, і його експресія обмежена для імунних клітин, а саме для Т-клітини і NK-клітини.

## Функції
Всі інтерферони мають декілька загальних ефектів: вони є противірусними засобами, і вони здатні модулювати функції імунної системи. Введений ІФН I пригнічує ріст пухлини у тварин, але ріст пухлин у людини він не пригнічує. Інфіковані вірусом клітини випускають вірусні частинки, які можуть інфікувати сусідні клітини. Проте, інфікована клітина може виділити інтерферон, тим самим попередити сусідні клітини про потенційну вірусну інфекцію. У відповідь на дію інтерферону, клітини виробляють велику кількість ферментів, відомих як протеїнкіназа R. Цей фермент фосфорилює білок, відомий як еукаріотично ініціюючий фактор — 2 (eIF-2), у відповідь на нові вірусні інфекції. Фосфорильорованний eIF-2 утворює неактивний комплекс з іншим білком, який називається eIF2B. Вони зменшують синтез білка в клітині. Інший клітинний фермент, рибонуклеаза L, руйнує РНК в клітині вірусу з метою подальшого зниження синтезу білка. Інтерферони індукують виробництво сотень інших білків, відомих під загальною назвою стимулюючий ген інтерферону. Він відіграє роль в боротьбі з вірусами. Вони також обмежують поширення вірусу за рахунок збільшення активності білка p53, який вбиває інфіковані вірусом клітини, сприяючи апоптозу. Вплив ІФНу на р53 пов'язана у його захисній ролі щодо деяких видів раку.

## Механізм дії

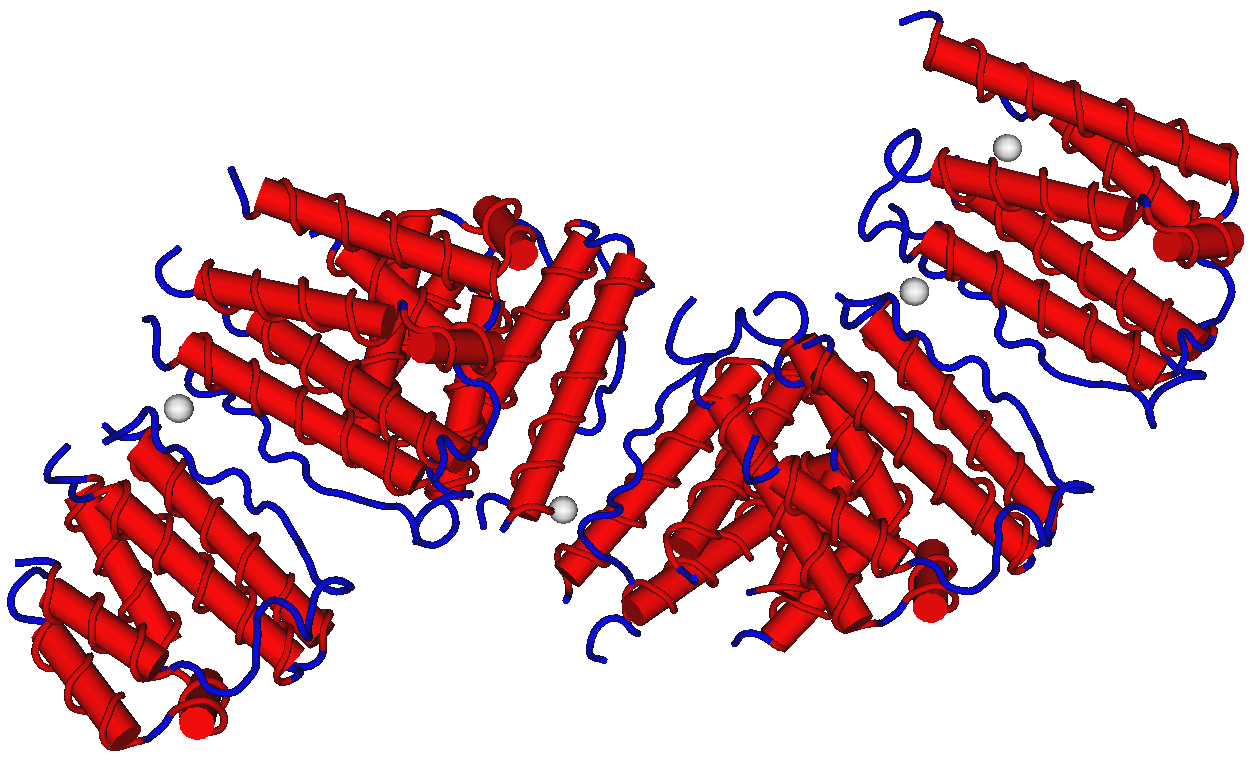
Людський интерферон-α

Найбільш вивченою властивістю інтерферону є його здатність перешкоджати розмноженню вірусів. Він утворюється в клітинах ссавців і птахів, коли інфекція потрапляє в організм. Інтерферон — це активний противірусний агент, що характерний для більшості типів клітин і діє більшою чи меншою мірою проти більшості вірусів.

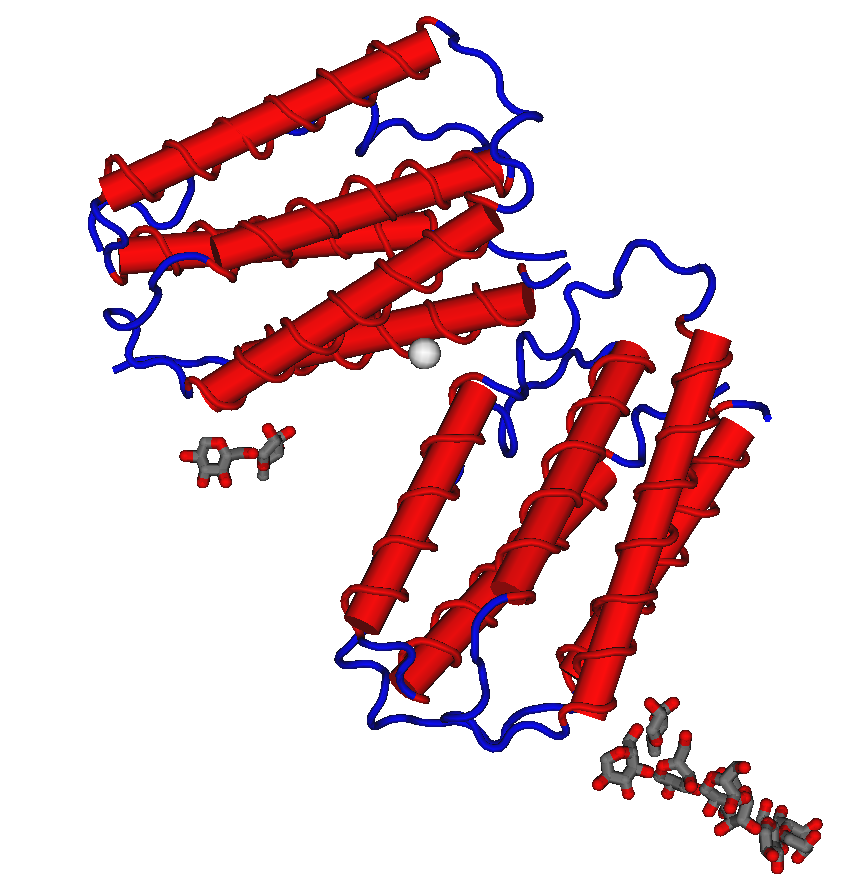
Людський интерферон-β

При зараженні клітини вірус починає реплікувати свій геном всередині клітини та розмножуватися, вбиваючи клітину. Клітина-хазяїн при зараженні вірусом починає продукцію інтерферону, який виходить з клітини і вступає в контакт з сусідніми клітинами, роблячи їх несприйнятливими до вірусу. Він діє, запускаючи ланцюг подій, що приводять до придушення синтезу вірусних білків, і в деяких випадках збірки і виходу вірусних частинок (шляхом активації олігоаденілатциклази). Таким чином, інтерферон не володіє прямою противірусною дією, але викликає такі зміни в клітині, які перешкоджають розмноженню вірусу. Утворення інтерферону можуть стимулювати не тільки інтактні віруси, але і різні інші агенти, наприклад деякі інактивовані віруси, дволанцюжкові молекули РНК, синтетичні дволанцюжкові олігонуклеотиди і бактеріальні ендотоксини. Механізм дії інтерферонів наочно представлений тут . Біологічна активність інтерферону дуже висока. У мишиного інтерферону вона становить 2 х 109 од./мг., одна одиниця означає зниження утворення сприйнятливих вірусів приблизно на 50 %. Це означає, що достатньо однієї молекули інтерферону, щоб зробити клітину резистентною до вірусної інфекції.

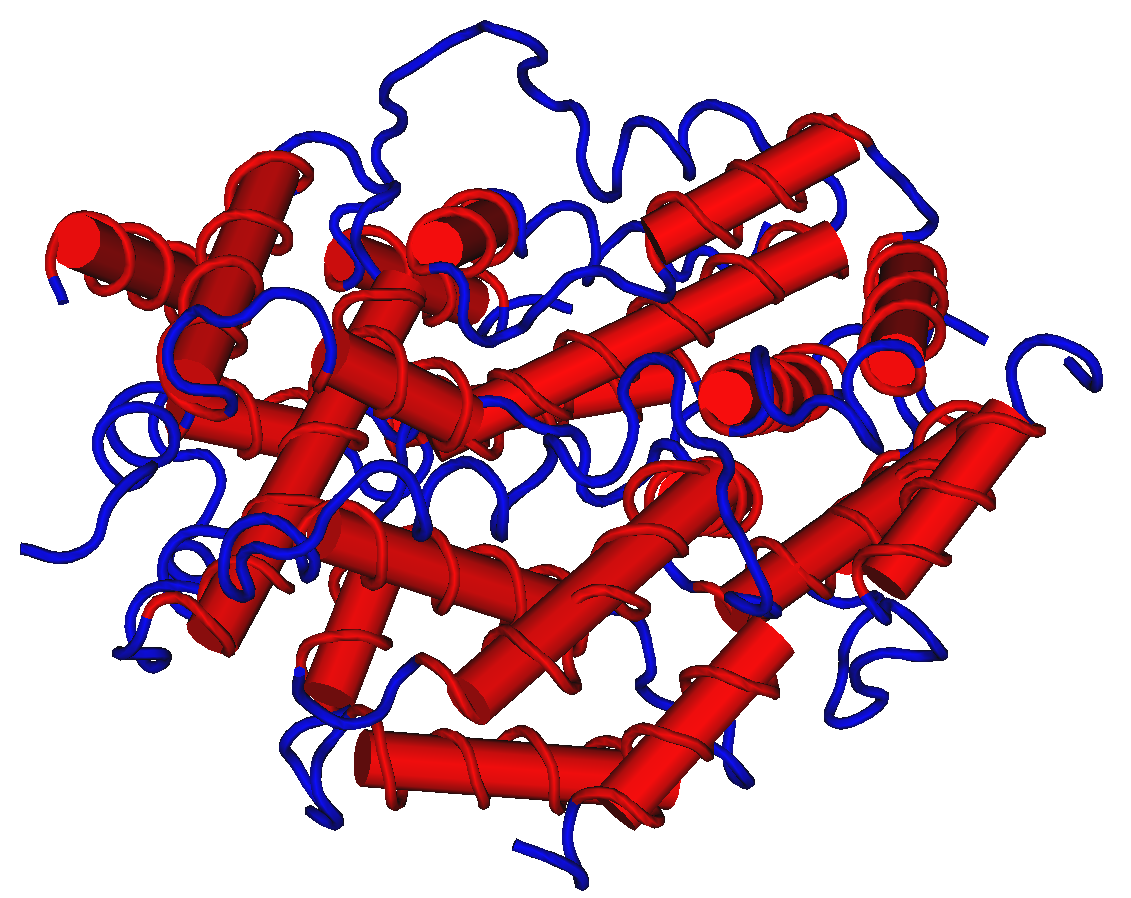
Людський интерферон-γ

Інтерферон викликає і цілий ряд інших біологічних ефектів, зокрема пригнічує розмноження клітин. В певних умовах він може перешкоджати розвитку раку. Встановлено також, що інтерферон діє на імунну систему і викликає зміну клітинних мембран. Побічною дією інтерферонів можуть бути деякі симптоми, притаманні для інфекційних хвороб — підвищення температури та відчуття ломки м'язів.
В результаті дії інтерферонів вірусам потрібно освоїти методи, що надають їм можливість розмножуватися за умовами дії інтерферонів. Ці методи включають блокування передачі сигналів, що приводять до синтезу інтерферону і блокування функцій активованих інтерферонами білків. Часто віруси застосовують кілька з цих механізмів одночасно.
Розробка методів отримання лейкоцитарного і рекомбінантного інтерферону в препаративних кількостях, а також високоефективних методів їх очищення відкрила можливість застосування цих препаратів в лікуванні вірусних гепатитів. В наш час[коли?] випускаються комерційні препарати: людський лейкоцитарний, лімфобластний «Велферон» (Wellferon), фібробластний (Ферон); інтерферони, отримані генно-інженерними методами: рекомбінантні альфа- (Роферон, Реальдерон та інші), бета- і гамма-інтерферони (Гаммаферон).
Існує ще один шлях активації інтерферонів. ІФН розпочинає транскрипцію такого гена, який активує рибонуклеазу L, сама ж рибонуклеаза L здатна викликати розщеплення вірусної РНК і мРНК. До того ж, рибонуклеаза L активує синтез ферменту протеїнкінази. Протеїнкіназа блокує ініціацію трансляції, і, як наслідок, більше не відбувається трансляція вірусної і клітинної мРНК. Руйнуючи вірусну мРНК та блокуючи стадію ініціації трансляції, інтерферон проявляє противірусну дію проти будь-якого вірусного геному.

## Цитокінний вплив
Рецептор розпізнання паттерна (PRRs) зв'язуючись із збудником-взаємодіючим з молекулярним паттерном (PAMPs) викликає вивільнення цитокінів, який сигналізує про присутність збудника в організмі. Цитокіни являють собою хімічне повідомлення, яке регулює клітинну диференціацію, проліферацію і експресію генів, для впливу на імунну відповідь проти збудника. Близько 40 видів цитокінів існують у людини, вони відрізняються різновидом клітин, які виробляють їх, типом клітин, які реагують на них.
Підкласом цитокінів є інтерлейкін (IЛ), який зв'язує взаємодію між лейкоцитами. Інтерлейкіни беруть участь в подоланні вродженої і адаптивної імунної реакції. Окрім того, після розпізнання збудником-взаємодіючим з молекулярним паттерном, цитокіни виділяють на інфіковані клітини речовини, які викликають виділення з інфікованих клітин цитокіну.
Іншим класом цитокінів є інтерферон, який виділяється зараженими клітинами, як попередження неінфікованим клітинам. Функція інтерферону є пригнічення вірусної реплікації, що робить їх ефективними проти вірусів. Ще однією їхньою важливою функцією є спостереження за пухлинами. Інтереферони працюють так: вони сигналізують сусіднім неінфікованим клітинам, щоб ті знищили РНК вірусу і понизили білковий синтез; сигналізують сусіднім інфікованим клітинам, щоб ті зазнали апоптозу, активують імунні клітини.
Цитокіни посилають зворотній сигнал до клітин нервової системи, щоб викликати загальні симптоми хвороби: летаргію, біль в м'язах, нудоту. Цитокіни також підвищують температуру тіла, стаючи причиною гарячки, змушують печінку утримувати залізо у крові. Без заліза, деякі патогенні мікроорганізми (наприклад, деякі бактерії) не здатні відтворюватися.

## Механізм антибактеріального захисту
Інтерферони беруть активну участь в антимікробному захисті. Під дією ІФН-γ, за рахунок індукції експресії Fc-рецепторів, активується диференціювання моноцитів, активуються нейтрофіли, посилюється фагоцитоз, тощо. ІФн-γ підсилює бактерицидну активність фагоцитів, індукуючи синтез iNOS, субодиниць gp67phox, gp91phox NADPH-залежної оксидази фагоцитів. Також індукує синтез макрофагового протеїну та підвищує стійкість макрофагів до внутрішньоклітинних паразитів.

## Індуктори інтерферону
Індуктори інтерферону — це речовини природного чи синтетичного походження, які стимулюють в організмі людини продукцію власного інтерферону, що сприяє формуванню захисного бар'єру, який запобігає інфікуванню організму вірусами та бактеріями, а також регулює стан імунної системи та інгібує ріст злоякісних клітин.
Перспективними інтерфероногенами є низькомолекулярні похідні акридонуксусної кислоти (карбоксиметилакридон — CMA), а також різні похідні флуоренонів. Прикладом найвідоміших лікарських препаратів-індукторів інтерферону є циклоферон та тілорон. У 2000—2003 роках успішно пройшов клінічне випробування, а з 2005 року виробляється російський препарат кагоцел(За даними представників Формулярного комітету РАМН і ОСББ, ефективність препарату не доведенаЗа даними представників Формулярного комітету РАМН і ОСББ, ефективність препарату не доведена).
Індукторам інтерферону притаманним є явище гіпореактивності, тобто зниження рівня індукції при введенні експериментальним тваринам наступних доз індуктору з інтервалом в 12—24 години до повної відсутності відповіді. Робилися численні та марні спроби подолати цей стан. Сучасні уявлення про механізм індукції, синтезу та дії інтерферонів дозволяють припустити, що гіпореактивність є захисним механізмом від гіперпродукції інтерферону та реалізується за принципом негативного зворотнього зв'язку. Дія на клітини (синтезованого внаслідок індукції) інтерферону призводить до пригнічення синтезу білків в цих клітинах, внаслідок чого синтез нових порцій інтерферону у відповідь на наступні індукційні сигнали стає раз від разу слабкішим. Таким чином, погляд на гіпореактивність як на недолік індукторів інтерферону слід вважати помилковим.
За межами країн колишнього СРСР індуктори інтерферонів (зокрема, в країнах Західної Європи та Північної Америки) не зареєстровані як лікарські засоби, а їхня клінічна ефективність не опублікована в авторитетних наукових журналах.
Ось декілька синтетичних індукторів інтерферону які за твердженнями виробників містять інтерферон. По кожному з препаратів не вистачає або відсутні дослідження ефективності:
- Амізон — крім противірусної активності він підвищує рівень інтерферону в плазмі крові (не вистачає доказових даних про проведення клінічних досліджень цих ліків);
- Арбідол — препарат, на думку його виробника, пригнічує розмноження вірусів (ефективність препарату не доведена);
- Аміксин — стимулює синтез всіх трьох типів інтерферону опубліковані статті про клінічні дослідження тилорона в Росії і Україні або не є рандомізованими, або не містять плацебо-контролю і базуються на застосуванні нестандартних критеріїв ефективності (суб'єктивного самопочуття) замість об'єктивного — вірусологічного аналізу).
- Неовір — використовують для лікування грипу та ГРВІ. При важких формах грипу та ускладненнях застосовують внутрішньом'язово (відстутні рандомізовані дослідження).
- Циклоферон — низькомолекулярна речовина, яка сприяє утворенню інтерферонів в селезінці, печінці, легенях, слизовій оболонці тонкого кишечника (відстутні рандомізовані дослідження).
- Цітовір-3 — до складу цього препарату входить активний компонент, який сприяє виробленню ендогенного інтерферону (відстутні рандомізовані дослідження).